# Казакевич Генех Львович
Генех (Генах, Генріх Львович) Казакевич (їд. הענעך קאַזאַקעוויטש —hенех Казакевич; 1883, Чернігівська губернія — 1935, Біробіджан) — єврейський радянський журналіст, публіцист, критик та редактор. Писав на їдиші. Батько письменника Еммануїла Казакевича.

## Біографія
Генех Казакевич народився в Чернігівській області України в родини хлібороба. У 1912 році закінчив педагогічні курси в Гродно і до 1917 працював в народних школах Кременчука, потім Катеринослава, де влітку 1917 року дебютував на сторінках місцевої газети «Дер кемфер» (Борець).
Після Жовтневої революції був редактором єврейського  відділу Російського телеграфного агентства (РОСТу) в Москві. Був засновником та головним редактором перших радянських єврейських періодичних видань — газет «Комуністіше фон» (Комуністичне прапор, Київ, 1919) і «Комуністіше вег» (комуністичний шлях, 1921), літературного журналу «Ді ройте ВЕЛТ» (Червоний світ, Харків, 1924), щоденної газети «Дер Штерн» (Зірка, Харків, 1925) та інших. У Харкові працював також директором Всеукраїнського єврейського державного театру (УкрГОСЕТ), для якого написав п'єсу «Ін дер голденер медині»  (У золотий країні).
У 1920-х роках Г. Казакевич був одним з найвизначніших радянських єврейських літературних критиків, відповідальним редактором ряду педагогічних та літературних збірок, підручників, довідників, займався перекладами на їдиш, обробив та видав театральні п'єси класичного єврейського репертуару. Під його редакцією і в його перекладах з російської мови на їдиш був опублікований ряд книг як художньої літератури та публіцистики, так і наукової та історичної літератури.
У 1930 році переїхав до Біробіджана в новостворений Біробіджанський єврейський національний район, де став першим головним редактором обласної газети «Біробіджанер штерн» (Біробіджанськая зірка, 7 липня 1935). Створив кілька районних двомовних єврейсько-російських газет. Іменем Генеха Казакевича була названа одна з центральних вулиць Біробіджана; його ім'ям був також названий кінотеатр (згодом перейменовані).

## Книги
- А. Голічніков і Б. Попорігопуло, מיר אַליין: קליאָש און קוילן (світ Алейн: кльош ун койлн — ми самі: кльош та кулі, комедія-мелодрама в 5 актах, переклад Генеха Казакевича). Київ: Култура-Ліге, 1927.